# Высоцкий, Дмитрий Юрьевич
Дми́трий Ю́рьевич Высо́цкий (род. 1 января 1971, Ленинград) — российский режиссёр-мультипликатор, художник, сценарист, актёр. Прежде всего известен как бессменный голос говорящего коня Юлия в мультфильмах серии «Три богатыря» и как режиссёр популярного мультсериала «Три кота».

## Биография
Родился 1 января 1971 года в Ленинграде.
В девятом классе впервые увидел мультфильм «Пластилиновая ворона» и решил стать художником-мультипликатором.
С 1988 по 1993 года учился в Санкт-Петербургской Академии Культуры по специальности «режиссура драматического театра и актерское мастерство», где познакомился с Андреем Сикорским, своим партнёром и художником.
В 1993 году окончил Высшие Курсы сценаристов и режиссёров по специальности «художник-аниматор».
С 1992 года работал аниматором в телекомпании «Галактика». С 1993 года — в студии «Пластилиновая мастерская» (в 1999 году переименована в «Высоцкий и Сикорский»), организованной совместно с художником Андреем Сикорским. После службы в Ансамбле Песни и Пляски Ленинградского Военного Округа работал на Региональном ТВ Санкт-Петербурга режиссёром-аниматором, с 1998 года — в рекламном агентстве «РЕКА» (идеи, режиссура, анимация), с 1998 года сотрудничал с компанией «ТЕКО фильм продакшн» (Москва) и различными петербургскими агентствами по производству рекламных роликов в качестве режиссёра-аниматора. Режиссёр анимационного сериала «А и Б», созданного по заказу ВГТРК 5 канал. Режиссёр анимационного сериала «Чёрный квадрат». Лауреат множества российских и международных премий. Автор идеи анимационного фильма «Lavatory-Lovestory», номинированного на премию Американской Национальной Киноакдемии «Оскар» за лучший короткометражный мультфильм. Участник 81-й церемонии «Оскар» (2009).
Озвучил коня Юлия в мультипликационных фильмах «Алёша Попович и Тугарин Змей», «Три богатыря и Шамаханская царица», «Три богатыря на дальних берегах», «Три богатыря. Ход конём», «Три богатыря и морской царь», «Три богатыря и принцесса Египта», «Три богатыря и наследница престола», «Конь Юлий и большие скачки», «Три богатыря и Конь на троне». Также он озвучил брата Тонкого в мультфильме «Иван Царевич и Серый Волк 3» и Ферапонта в мультфильме «Иван Царевич и Серый Волк 4».
Преподавал в Санкт-Петербургском государственном университете кино и телевидения режиссуру анимации.
Дмитрий Высоцкий является режиссером успешного анимационного сериала «Три кота», транслируемого на телевидении с 2015 года. 1 июня 2022 года в российский прокат вышел полнометражный фильм «Три кота и море приключений» — о поездке главных героев сериала на море. Режиссёром полного метра также выступил Высоцкий.

## Семья
- Отец — Юрий Иванович Высоцкий

## Фильмография
- 2004 — Алёша Попович и Тугарин Змей — конь Юлий (озвучка)
- 2010 — Три богатыря и Шамаханская царица — конь Юлий (озвучка)
- 2010 — 2013 — Чёрный квадрат — учительница, Сеня, Фу, торговец арбузами, коллекционер женщин (5 серия), второстепенные персонажи (озвучка)
- 2012 — Три богатыря на дальних берегах — конь Юлий (озвучка)
- 2015 — Три богатыря. Ход конём — конь Юлий (озвучка)
- 2015 — Три кота — Дедушка (в некоторых сериях), второстепенные персонажи (озвучка)
- 2015 — Иерей-сан. Исповедь самурая — Тихомиров
- 2016 — Иван Царевич и Серый Волк 3 — тонкий (озвучка)
- 2016 — Три богатыря и морской царь — конь Юлий (озвучка)
- 2017 — Три богатыря и принцесса Египта — конь Юлий (озвучка)
- 2018 — Три богатыря и наследница престола — конь Юлий (озвучка)
- 2019 — Урфин Джюс возвращается — заяц (озвучка)
- 2019 — Иван Царевич и Серый Волк 4 — Ферапонт (озвучка)
- 2020 — Конь Юлий и большие скачки — конь Юлий (озвучка)
- 2021 — Три богатыря и Конь на троне — конь Юлий (озвучка)
- 2022 — Барбоскины Team — червяк Петя (озвучка)
- 2023 — Три богатыря и Пуп Земли — конь Юлий (озвучка)
- 2024 — Три богатыря. Ни дня без подвига – конь Юлий (озвучка)

## Награды и номинации
- 2001 — премия «Audience Award» шведского фестиваля фантастических фильмов в категории «Лучшая короткометражка — анимация» («Бабушка и смерть»).
- 2008 — Приз «За лучший сериал» VI МФАИ «Мультивидение» («Котополис»-«Чудесный дар»)[5].
- 2014 — премия «Special Jury Prize» 29 Международного анимационного фестиваля в Хиросиме («ПЫК-ПЫК-ПЫК»)[6].
- 2016 — V Московский фестиваль российского кино «Будем жить!» — Жюри в номинации «Анимационное кино» присудили наградить:
  - Лучший детский фильм — «В лесу забытых зонтов»,
  - Специальный диплом «За раскрытие внутренней жизни семейства кошачьих» — «Варенье в подвале» (сериал «Три кота»)[7].
- 2017 — Национальная анимационная премия «Икар» : Лауреатом в номинации «Эпизод» стал «Папа за маму» (сериал «Три кота» реж. Дмитрий Высоцкий)[8].
- 2023 — Российская национальная анимационная премия Икар за мультфильм «Отель у овечек» в номинациях «Стартап» и «Концепт-художник» (вместе с Владимиром Долговым)[9].

## Режиссёрские работы
- 2001 — Бабушка и смерть
- 2008 — Котополис
- 2010—2013 — Чёрный квадрат
- 2014 — ПЫК-ПЫК-ПЫК
- 2015 — В лесу забытых зонтов (альманах «Зелёное яблоко»4)
- 2015—2022 — Три кота
- 2017 — Аниматанго
- 2022 — Три кота и море приключений
- 2022 — «Отель у овечек»

#### Сценарист
- 2006 — Уборная история — любовная история (автор идеи)
- 2010—2013 — Чёрный Квадрат
- 2014 — ПЫК-ПЫК-ПЫК
- 2022 — Три кота и море приключений

#### Композитор
- 2022 — Три кота и море приключений — песни

#### Концепт-художник
- 2022 — «Отель у овечек»